# Jan-Erik Fjell
Jan-Erik Fjell (* 20. října 1982 Fredrikstad) je norský spisovatel a rozhlasový moderátor. Je známý sérií kriminálních románů, které vyšetřuje Anton Brekke.

## Život a dílo
Narodil se Fredrikstadu, vyrůstal v Gressviku u Fredrikstadu na východní straně Oslofjordu. Debutoval v roce 2009 románem Pus. V roce 2010 vyšel jeho první kriminální román Tysteren (Práskač). Za tento román obdržel v roce 2010 Cenu norských knihkupců - Bokhandlerprisen a stal se tak nejmladším autorem, který tuto cenu získal. Postupně vycházely další kriminální romány s postavou Antona Brekka.
Jan-Erik Fjell je synem norského herce Jana Edgara Fjella.

### Knihy vydané v češtině
- Práskač, 2018 (Tysteren, 2010)[6]
- Pokoj stínů, 2019 (Skyggerom, 2012)[7]
- Mstitel, 2020 (Hevneren, 2013)[8]
- Predátor, 2021 (Rovdyret, 2014)[9]
- Lovci štěstěny, 2023 (Lykkejegeren, 2016)[10]